# Wong (Marvel-moziuniverzum)
Wong egy kitalált szereplő a Marvel-moziuniverzumban. A karakter a Marvel Comics által kiadott képregényekben megjelenő ugyanilyen nevű szereplőn alapul. Wong Doktor Strange asszisztense és barátja, illetve a Misztikus Művészetek Mesterei nevű csoport tagja.
A Doctor Strange, Bosszúállók: Végtelen háború, Bosszúállók: Végjáték, a Shang-Chi és a tíz gyűrű legendája, a Pókember: Nincs hazaút és a Doctor Strange az őrület multiverzumában című filmekben, illetve a Mi lenne, ha…?, és az Amazon: Ügyvéd című sorozatokban szerepelt.

## Háttér
A Marvel Comics képregényeiben "Doktor Strange ázsiai szolgájaként" írták le Wongot; ezt a sztereotípiát  a Doctor Strange rendezője, Scott Derrickson nem akarta felhasználni, így a karakter nem került be a film forgatókönyvébe. Miután Tilda Swintont fogadták fel az Ősmágus nevű jelentős ázsiai karakter szerepére, Derrickson úgy érezte, hogy Wong-nak szerepelnie kell a filmben. Karakterét teljesen megváltoztatták, hogy ne azonosíthassák a sztereotípiákkal. Derrickson örült, hogy jelentős szerepet adhatott egy ázsiai karakternek. Benedict Wong, Wong megtestesítője pozitívan értékelte a változásokat. A filmben Wong nem űz semmilyen harcművészetet; ezt egy újabb sztereotípia elkerülése végett tették.

## Fogadtatás
Shania Russell, a /Film-től "az [MCU] legjobban alulértékelt csodájának" nevezte Wongot.